# Église de Korpo
L'église de Korpo (finnois : Korppoon kirkko) ou église Saint-Michel (suédois : Pyhän Mikaelin kirkko) est une église construite à Korpo dans la municipalité de Parainen en Finlande.

## Présentation
Seules sept églises finlandaises ont un Chœur médiéval, et sa présence indique le grand âge de l'église. 
L'église de Korppoo est l'une de ces sept édifices, les autres sont l'église de Hammarland, l'église de Finström, l'église de Nousiainen, la cathédrale de Turku, l'église de Naantali et l'église de la Sainte-Croix de Rauma. 
La direction des musées de Finlande a classé l'église de Korpo parmi les sites culturels construits d'intérêt national.

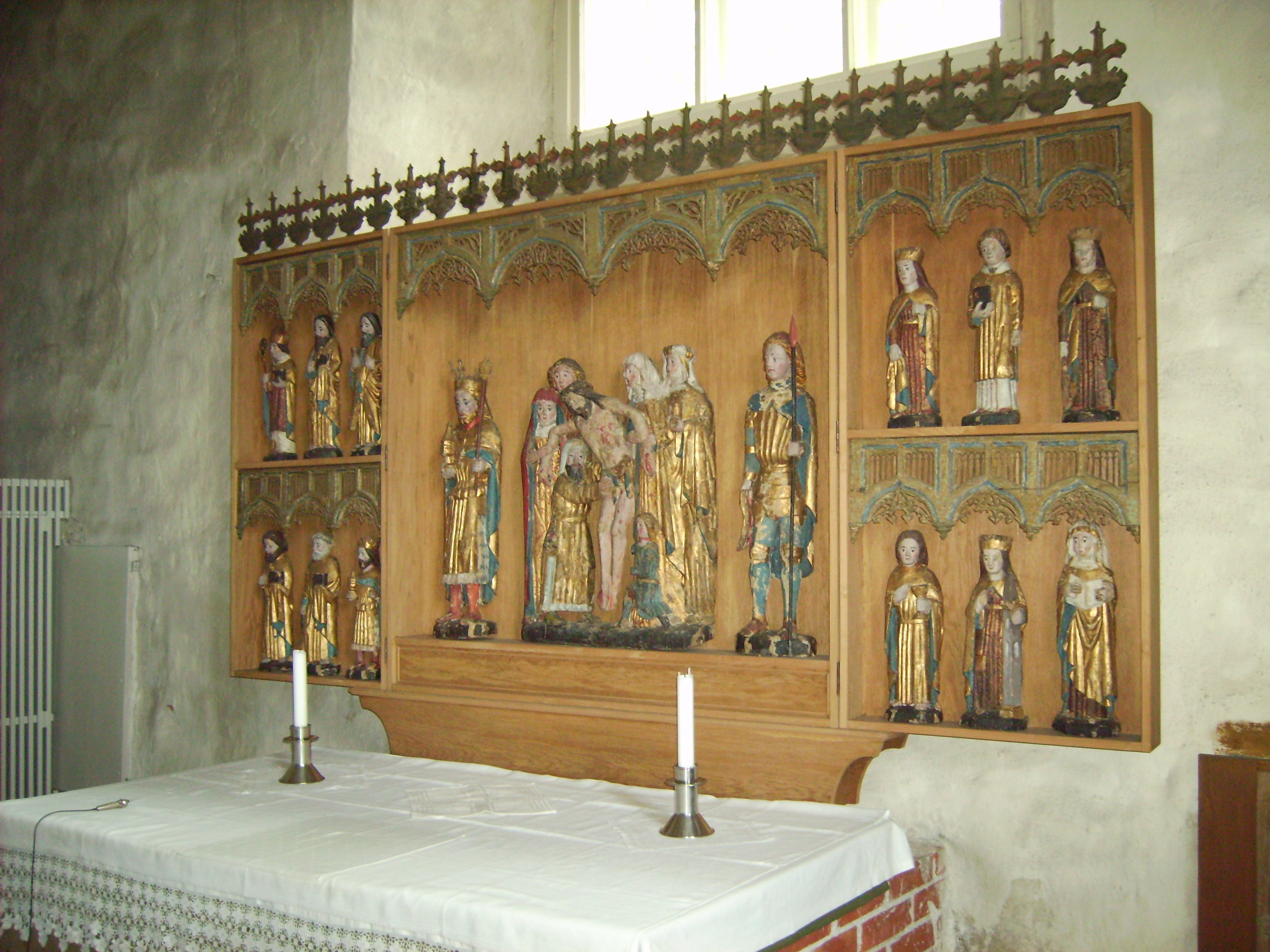
Parmi les sculptures médiévales du retable, Sainte Brigitte de Suède, Éric le Saint et Saint Henri d'Uppsala.